# Evil Dead: Regeneration
Evil Dead: Regeneration est un jeu vidéo de type beat them all développé par Cranky Pants Games et édité par THQ, sorti en 2005 sur Windows, PlayStation 2, Xbox et téléphone mobile.

## Histoire
Le jeu se déroule dans un univers parallèle à la trilogie Evil Dead dans lequel Ash Williams n'est pas renvoyé dans le passé à la fin d'Evil Dead 2.
L'histoire commence dans un asile pour fous criminels dans lequel il est enfermé.

## Accueil
- Jeuxvideo.com : 8/20[1]